# ذهن جمعی (کتاب)
کتاب ذهن جمعی: چرا ضریب هوشی ملت شما بسیار بیشتر از ضریب هوشی شما اهمیت دارد؟ کتابی نوشته گرت جونز است که در سال ۲۰۱۵ توسط انتشارات دانشگاه استنفورد منتشر شد. جونز در این کتاب به بررسی ضریب هوشی بالای افراد و تأثیر آن در تفکر گروهی می‌پردازد. این کتاب ادعا می‌کند که برای رفاه یک کشور، متوسط ضریب هوشی مردم آن چندین برابر مهم‌تر از ضریب هوشی یک فرد در آن کشور است. منطق این است که ضریب هوشی جمعی به‌طور غیرخطی، سرمایه‌های یک کشور را از طریق کانال‌های متعددی، مانند مؤسسات و …، بهبود می‌بخشد.

## خلاصه

### اثر داوینچی
این کتاب هوش شخصی را با مفهومی که نویسنده آن را «اثر داوینچی» می‌نامد، به هوش عمومی مرتبط می‌کند. در واقع این مفهوم، هوش فردی که وظایف مختلفی انجام می‌دهد را به توانایی‌های اعضای یک گروه که مجموعی از هوش‌های فردی است و وظایف متفاوتی را انجام می‌دهند، مرتبط می‌کند.